# Џоана Гарсија
Џоана Лијана Гарсија (енгл. Joanna Leanna García; Тампа, Флорида, САД, 10. август 1979) је америчка глумица, најпознатија по улози Шајен Харт-Монтгомери (енгл. Cheyenne Hart-Montgomery) у ТВ серији „Риба“.